# Grammy Latino de 2011
A 12ª edição anual do Grammy Latino (ou Grammy Latino de 2011) foi realizada na quinta-feira, 10 de novembro de 2011, no Mandalay Bay Events Center, em Las Vegas e foi apresentada por Lucero e Cristián de la Fuente. A cerimônia de premiação foi transmitida pela Univision.
A banda porto-riquenha Calle 13 foi a grande vencedora da noite com nove prêmios (quebrando o recorde anterior de cinco vitórias em uma única cerimônia) incluindo Álbum do Ano para Entren los que quieran; e Gravação do Ano e Canção do Ano para "Latinoamérica". O prêmio de Melhor Artista Revelação foi para Sie7e. A cantora colombiana Shakira foi homenageada como Personalidade do Ano na noite anterior à transmissão e também ganhou o prêmio de Melhor Álbum Vocal Pop Feminino por Sale El Sol.

## Categorias
Os vencedores estão em negrito.

### Geral
Gravação do Ano
Calle 13 Part. Totó la Momposina, Susana Baca e Maria Rita – "Latinoamérica"
- Franco de Vita e Alejandra Guzmán – "Tan Sólo Tú"
- Luis Fonsi – "Gritar"
- Los Tigres del Norte Part. Paulina Rubio – "Golpes en el Corazón"
- Ricky Martin Part. Natalia Jiménez – "Lo Mejor de Mi Vida Eres Tú"

Álbum do Ano
Calle 13 – Entren Los Que Quieran
- Alex, Jorge y Lena – Alex, Jorge y Lena
- Franco de Vita – En Primera Fila
- Enrique Iglesias – Euphoria
- Shakira – Sale el Sol

Canção do Ano
Rafa Arcaute e Calle 13 – "Latinoamérica" (Calle 13 Part. Totó la Momposina, Susana Baca e Maria Rita)
- Marco Antonio Solís – "A Dónde Vamos a Parar"
- Jorge Drexler – "Que El Soneto Nos Tome Por Sorpresa"
- Pablo Alborán – "Solamente Tú"
- Eric Bazilian, Claudia Brant, Andreas Carlsson, Desmond Child e Ricky Martin – "Lo Mejor de Mi Vida Eres Tú" (Ricky Martin Part. Natalia Jiménez)

Melhor Artista Revelação
Sie7e
- Pablo Alborán
- Max Capote
- Paula Fernandes
- Il Volo

### Pop
Melhor Álbum Vocal Pop Feminino
Shakira – Sale el Sol
- Claudia Brant – Manuscrito
- Myriam Hernández – Seducción
- Malú – Guerra Fría
- Merche – Acordes de Mi Diario

Melhor Álbum Vocal Pop Masculino
Franco de Vita – En Primera Fila
- Pablo Alborán – Pablo Alborán
- Reyli – Bien Acompañado
- Cristian Castro – Viva el príncipe
- Marco Antonio Solís – En Total Plenitud

Melhor Álbum Pop de Duo/Grupo com Vocais
Alex, Jorge y Lena – Alex, Jorge y Lena
- Belanova – Sueño Electro I
- Il Volo – Edición En Español
- Río Roma – Al Fin Te Encontré
- Siam – Siam

### Urbano
Melhor Álbum de Música Urbana
Calle 13 – Entren Los Que Quieran
- Don Omar – Don Omar Presents: Meet the Orphans
- Pitbull – Armando
- Ivy Queen – Drama Queen
- Wisin & Yandel – Los Vaqueros: El Regreso

Melhor Canção Urbana
Rafa Arcaute e Calle 13 – "Baile de los Pobres" (Calle 13)
- Renato Carosone, Mathew Handley, Duncan Maclennas, Nicola Salerno, Andrew Stanley e Pitbull – "Bon, Bon" (Pitbull)
- Don Omar e Lucenzo – "Danza Kuduro"
- Wisin & Yandel – "Estoy Enamorado"
- Daddy Yankee e Prince Royce – "Ven Conmigo"

### Rock
Melhor Álbum de Rock
Maná – Drama y Luz
- Don Tetto – Mienteme – Prometeme
- Saúl Hernández – Remando
- Jarabe de Palo – ¿Y Ahora Qué Hacemos?
- La Vida Bohème – Nuestra
- No Te Va Gustar – Por Lo Menos Hoy

Melhor Canção de Rock
León Larregui e Zoé – "Labios Rotos" (Zoé)
- Marcelo Corvalan, Hernan Terry Langer & Andres Vilanova – "Ácido" (Carajo)
- Emiliano Brancciari – "Chau" (No Te Va Gustar)
- Gustávo Napoli – "Poder" (La Renga)
- La Vida Bohème – "Radio Capital"

### Alternativa
Melhor Álbum de Música Alternativa
Zoé – MTV Unplugged/Música de Fondo
- Doctor Krápula – Corazón Bombea/Vivo
- Fidel Nadal – Forever Together
- Carla Morrison – Mientras Tu Dormias
- Mr. Pauer – Soundtrack

Melhor Canção Alternativa
Rafa Arcaute e Calle 13 – "Calma Pueblo" (Calle 13 Part. Omar-Rodríguez-López)
- San Pascualito Reyes – "Salgamos de Aquí"
- Doctor Krápula – "Somos"
- DJ Blass e Fidel Nadal – "Te Robaste Mi Corazón" (Fidel Nadal)
- Sie7e – "Tengo Tu Love"

### Tropical
Melhor Álbum de Salsa
Rubén Blades e Seis Del Solar – Todos Vuelven Live
- José Alberto "El Canario" – Original
- Edwin Bonilla – Homenaje A Los Rumberos
- Orquestra Espanhola do Harlem – Viva La Tradición
- Vários Artistas – Salsa: Un Homenaje A El Gran Combo

Melhor Álbum Cumbia/Vallenato
Juan Carlos Coronel — Tesoros
- Silvestre Dangond & Juancho De La Espriella – Cantinero
- El Binomio de Oro – Corazón de Miel
- Peter Manjarrés & Sergio Luis Rodríguez – Tu Número Uno
- Felipe Peláez – De Otras Manera
- Iván Villazón e Ivan Zulueta – Dando Lidia

Melhor Álbum Tropical Contemporâneo
Tito El Bambino – El Patrón: Invencible
- Héctor Acosta – Obligame
- Monchy & Nathalia – Monchy & Nathalia
- Daniel Santacruz – Bachata Stereo
- Paula Zuleta – Mezcla Soy

Melhor Álbum Tropical Tradicional
Cachao López – The Last Mambo
- Albita – Toda Una Vida (Cuban Masterworks)
- Adalberto Álvarez – El Son de Altura
- Esencia – Con La Fuerza de un Tren
- Septeto Santiaguero – Oye Mi Son Santiaguero

Melhor Canção Tropical
Calle 13 – "Vamo' A Portarnos Mal"
- Juan Magan – "Bailando Por Ahí"
- Alex Bandana, Gloria Estrada & La Marisoul – "La Negra" (La Santa Cecilia)
- Rafi Monclova e Gilberto Santa Rosa – "Me Cambiaron Las Preguntas" (Gilberto Santa Rosa)
- Yoel Henríquez – "Me Duele la Cabeza"

### Cantor e Compositor
Melhor Álbum de Cantor e Compositor
Amaury Gutiérrez – Sesiones Intimas
Gian Marco – Días Nuevos
- Ricardo Arjona – Poquita Ropa
- Carlinhos Brown – Diminuto
- Alberto Cortez – Tener En Cuenta

### Música Regional Mexicana
Melhor Álbum Rancheiro
Vicente Fernández – El Hombre Que Mas Te Amó
- Pepe Aguilar – Bicentenario 1810 / 1910 / 2010
- Lucía Méndez – Canta Un Homenaje A Juan Gabriel
- Paquita la del Barrio – Eres Un Farsante
- Joan Sebastián – Huevos Rancheros

Melhor Álbum de Banda
La Arrolladora Banda El Limón – Todo Depende De Tí
- Banda Los Recoditos – A Toda Madre
- Banda Machos – 20 Años de Éxitos en Vivo
- El Guero Y Su Banda Centenario – Estaré Mejor
- Espinoza Paz – Del Rancho Para El Mundo
- Jenni Rivera – La Gran Señora en Vivo

Melhor Álbum Tejano
Little Joe & La Familia – Recuerdos
- Chente Barrera – El Número Siete
- Joe Posada – In The Pocket
- Sunny Sauceda y Todo Eso – Camaleón
- Tortilla Factory – Cookin'

Melhor Álbum Norteño
Los Tigres del Norte – MTV Unplugged: Los Tigres del Norte and Friends
- Intocable – Intocable 2000
- Los Huracanes del Norte – Soy Mexicano
- Los Tucanes de Tijuana – Árbol
- Pesado – Desde La Cantina, Volumen II

Melhor Canção Regional
Marco Antonio Solís – "Tú Me Vuelves Loco"
- Marco Antonio Solís – "A Dónde Vamos a Parar"
- Mario Quintero Lara – "El Jefe de la Sierra" (Los Tucanes de Tijuana)
- Joan Sebastián – "El Padrino"
- Joan Sebastián – "Huevos Rancheros"

### Instrumental
Melhor Álbum Instrumental
Chick Corea, Stanley Clarke e Lenny White – Forever
- Al Di Meloa – Pursuit of Radical Rhapsody
- Escalandrum – Piazzolla Plays Piazzolla
- Luis Salinas – Sin Tiempo
- Omar Sosa – Calma

### Tradicional
Melhor Álbum Folclórico
Mercedes Sosa – Deja La Vida Volar – En Gira
- Eva Ayllón & Perú Negro – 40 Años de Clasicos Afro Peruanos
- Jorge Pardo – Música Tradicional Peruana Homenaje A Arturo Zambo Cavero Y Oscar Aviles
- Soledad Pastorutti – Vivo En Arequito
- Santoral – Más Que Enamorao

Melhor Álbum de Tango
Diego El Cigala – Cigala & Tango
- Leopoldo Federico e El Arranque – Raras Partituras 6
- Orquesta del Tango de la Ciudad de Buenos Aires e Susana Rinaldi – En Vivo – Homenaje A Cátulo Castillo & Anibal Troilo
- Orquesta del Tango de la Ciudad de Buenos Aires – 30 Años
- Susana Rinaldi e Leopoldo Federico – Vos y Yo

Melhor Álbum de Flamenco
Niña Pastori – La Orilla de mi Pelo
- Josemi Carmona – Las Pequeñas Cosas
- Chano Domínguez – Piano Ibérico
- Ojos de Brujo – 10 Años – Corriente Vital
- Pastora Soler – 15 Años

### Jazz
Melhor Álbum de Jazz Latino
Paquito D'Rivera – Panamericana Suite
- Paquito D'Rivera e Pepe Rivero – Clazz: Continental Latin Jazz. Live At Barcelona, Teatre Paral.lel 2011
- Bobby Sanabria regendo a Orquestra de Jazz Afro-Cubana da Manhattan School of Music – Tito Puente Masterworks Live!!!
- Chucho Valdés – New York Is Now! / Viva El Sonido Cubano
- Dave Valentin – Pure Imagination

### Cristã
Melhor Álbum Cristão (Língua Espanhola)
Tercer Cielo – Viaje a las estrellas
- Alex Campos – Lenguaje De Amor
- Moisés Angulo – Alégrense!
- Marco Barrientos – Transformados
- Funky – Reset
- Ingrid Rosario – Cuan Gran Amor
- Davi Wornel  – Amor Y Nada mas

Melhor Álbum Cristão (Língua Portuguesa)
Aline Barros – Extraordinário Amor De Deus
- Ministério Adoração e Vida – Em Santidade
- Rosa de Saron – Horizonte Vivo Distante
- Vários Artistas  – Uma História Em Canções
- Padre Zezinho – Quando Deus Se Calou

### Língua Portuguesa
Melhor Álbum Pop Contemporâneo Brasileiro
Jota Quest – Quinze
- Arnaldo Antunes – Ao Vivo Lá em Casa
- Vanessa da Mata – Bicicletas, Bolos e Outras Alegrias
- Os Paralamas do Sucesso – Multishow ao Vivo Paralamas Brasil Afora
- Ivete Sangalo – Multishow ao Vivo: Ivete Sangalo no Madison Square Garden
- Seu Jorge e Almaz – Seu Jorge e Almaz

Melhor Álbum de Rock Brasileiro
Caetano Veloso – Zii e Zie – Ao Vivo
- Fresno – Revanche
- Os Mutantes – Haih Or Amortecedor
- Pitty – A Trupe Delirante no Circo Voador
- Plebe Rude – Rachando Concreto ao Vivo em Brasília

Melhor Álbum de Samba/Pagode
Exaltasamba – Exaltasamba 25 Anos – Ao Vivo
- Martinho da Vila – Filosofia de Vida
- Fundo de Quintal – Nossa Verdade
- Diogo Nogueira – Sou Eu – Ao Vivo
- Zeca Pagodinho – Vida da Minha Vida

Melhor Álbum de MPB
Djavan – Ária
- Milton Nascimento – E a Gente Sonhando
- Mônica Salmaso – Alma Lírica Brasileira
- Caetano Veloso e Maria Gadú – Multishow ao Vivo Caetano e Maria Gadú
- Yeahwon – Yeahwon

Melhor Álbum de Música Sertaneja
João Bosco & Vinícius – João Bosco & Vinícius
- Paula Fernandes – Ao Vivo
- Leonardo – Alucinação
- Roberta Miranda – Sorrir Faz a Vida Valer
- Michel Teló – Ao Vivo

Melhor Álbum de Música Regional ou de Raízes Brasileiras
Naná Vasconcelos – Sinfonia & Batuques
- Geraldo Azevedo – Salve São Francisco
- Gilberto Gil – Fé na Festa ao Vivo
- Paulo César Pinheiro – Capoeira de Besouro
- Elba Ramalho – Marco Zero ao Vivo

Melhor Canção Brasileira
Nando Reis e Samuel Rosa – "De Repente" (Skank)
- Gigi, Dan Kambaiah, Fabinho O'Brian and Magno Sant'Anna – "Acelera Aê (Noite do Bem)" (Ivete Sangalo)
- Ná Ozzetti e Luiz Tatit – "Equilíbrio" (Ná Ozzetti)
- Adriana Calcanhotto – "Mais Perfumado"
- Eliane Elias – "What About the Heart (Bate Bate)"

### Infantil
Melhor Álbum Infantil Latino
Pato Fu – Música de Brinquedo
- Claraluna – Un Mundo de Navidad
- Piero – Sinfonia Inconclusa En 'L'a Mar
- Omara Portuondo – Reír y Cantar
- Jessyca Sarango – Henry El Camioncito Verde
- Topa & Muni – La Casa de Playhouse Disney
- Vários Artistas  – Cantando Aprendo A Hablar: Vamos A Jugar

### Clássico
Melhor Álbum Clássico
Quarteto Brasileiro de Violões – Brazilian Guitar Quartet Plays Villa-Lobos
- Adonis González – Adios A Cuba
- Clara Sverner – Chopin
- Francis Hime, Nelson Ayres, OSESP, Fabio Zanon – Concertino Para Percussão" & "Concerto Para Violão
- José Serebrier – José Serebrier: Sinfonia No. 1
- Manuel Barrueco – Tárrega!
- Villa-Lobos Trio – Villa-Lobos Trio Play: Heitor Villa-Lobos, Astor Piazzolla & Lucio Bruno-Videla

Melhor Composição Clássica Contemporânea
Paquito D'Rivera – "Panamericana Suite" (Paquito D'Rivera)
- Javier Álvarez – "Le Repas Du Serpent" (Iracema de Andrade)
- Orlando Jacinto García – "Mixtura" (Iracema de Andrade)
- Lalo Schifrin – "Romerías" (Sergio Puccini)
- Sergio Roberto de Oliveira – "Umas Coisas do Coração (i- Agitado)" (Armildo Uzeda)

### Pacote de gravação
Melhor Pacote de Gravação
Javier Mariscal – Chico & Rita (Vários Artistas)
Alejandro Ros – Solo Un Momento (Vicentico)
- Natalia Ayala, Carlos Dussan Gomez and Juliana Jaramillo – El Corazón y El Sombrero (Marta Gómez)
- Juan Gatti – El Paso Trascendental del Vodevil a la Astracanada (Fangoria)
- Allan Castañeda and Sandra Masías – Fiesta Inkaterra (Miki González)

### Produção
Melhor Álbum de Engenharia
Benny Faccone, Thom Russo e Tom Baker – Drama y Luz (Maná)
- Rafo Arbulú, Carlos Castro, Humberto Gatica, Guillermo 'Memo' Gil, Allan Leschhorn, Cristian Robles, Andrés Saavedra, Rodolfo Vázquez e Bernie Grundman – Días Nuevos (Gian Marco)
- Valter Costa, Beto Neves, Flávio Sena, Alê Siqueira, Flávio Souza, William Jr e Carlos Freitas – Diminuto (Carlinhos Brown)
- Ricky Campanelli e Juan Cristóbal Losada – Homenaje a Los Rumberos (Edwin Bonilla)
- Moogie Canazio, Brad Haenel e Ron Mc Master – Manuscrito (Claudia Brant)

Produtor do Ano
Rafael Arcaute e Calle 13
- Aureo Baqueiro
- Desmond Child
- Isidro Infante
- Gustavo Santaolalla

### Vídeo musical
Melhor Vídeo Musical Curto
Calle 13 – "Calma Pueblo"
- Alexander Acha – "Amiga"
- Franco de Vita Part. Alejandra Guzmán – "Tan Sólo Tú"
- Maná – "Lluvia al Corazón"
- Ricky Martin – "Lo Mejor de Mi Vida Eres Tú"
- Shakira – "Loca"

Melhor Vídeo Musical Longo
Franco de Vita – En Primera Fila
- Huáscar Barradas – Entre Amigos 2 En Vivo
- Rubén Blades and Seis del Solar – Todos Vuelven Live DVD Vol. 1 & Vol. 2
- Maná – Drama y Luz World Tour|Drama y Luz
- Alejandro Sanz – Canciones Para Un Paraíso: En Vivo
- Zoé – MTV Unplugged/Música de Fondo

### Prêmios especiais
Prêmio à Excelência Musical
- Joe Arroyo
- Gal Costa
- José Feliciano
- Alex Lora
- Les Luthiers
- Rubén Rada
- Linda Ronstadt

Prêmio do Conselho Diretivo
- Manuel Alejandro
- Jesús "Chucho" Ferrer
- Ray Santos

Personalidade do Ano
- Shakira